# Università di Bucknell
L'università di Bucknell (in inglese Bucknell University; in origine Università di Lewisburg) è un college privato di arti liberali a Lewisburg, in Pennsylvania. Fondata nel 1846 come Università di Lewisburg, l'università è ora composta dal College of Arts and Sciences, dal Freeman College of Management e dal College of Engineering. Offre 65 specializzazioni e oltre 70 secondarie in discipline umanistiche, arti, matematica, scienze naturali, scienze sociali, ingegneria, management, nonché programmi e consulenza pre-professionale che preparano gli studenti allo studio di giurisprudenza e medicina. Situato appena a sud di Lewisburg, il campus di 445-acro (1,80 km²) si erge sopra il ramo occidentale del fiume Susquehanna.
Circa 3.700 studenti universitari e 50 studenti laureati frequentano l'università. Gli studenti provengono da tutti i cinquanta stati degli Stati Uniti e da più di 66 paesi; vanta quasi 200 organizzazioni studentesche e considerevoli Organizzazioni di lettera Greca. La scuola è membro della Patriot League nell'atletica leggera della NCAA Division I e la sua mascotte è il Bisonte.

## Storia

### Fondazione e primi anni
Fondata nel 1846 come Università di Lewisburg, la Bucknell fa risalire la sua origine a un gruppo di battisti della White Deer Valley Baptist Church che ritenevano "desiderabile che un'istituzione letteraria fosse fondata nella Pennsylvania centrale, abbracciando una scuola superiore per alunni maschi, un'altra per femmine, un Collegio e anche un'Istituzione teologica".
Gli sforzi del gruppo per l'istituzione iniziarono a concretizzarsi nel 1845, quando a Stephen William Taylor, professore alla Madison University (ora Colgate University) di Hamilton, New York, fu chiesto di preparare una charter school e di agire come agente generale per lo sviluppo del Università. L'atto costitutivo dell'Università di Lewisburg, concesso dall'Assemblea generale della Pennsylvania e approvato dal governatore il 5 febbraio 1846, conteneva una clausola: dovevano essere raccolti $100.000 ($ 3.000.000 di odierni), prima che alla nuova istituzione fosse concessa la piena incorporation. Alla fine contribuirono più di 4.000 sottoscrittori, incluso un ragazzino che donò 12 centesimi ($4 odierni).
Nel 1846 fu aperta la "scuola preparatoria all'Università" nei sotterranei della First Baptist Church di Lewisburg. Conosciuta originariamente come Lewisburg High School, divenne nel 1848 il Dipartimento accademico e primario dell'Università di Lewisburg.
Nel 1850 il dipartimento si trasferì nel primo edificio completato nel campus, ora chiamato Taylor Hall. Costruito per $8.000 ($260.000 odierni), l'edificio ha ospitato studi sia femminili che maschili fino all'apertura dell'Istituto femminile nel 1852. Durante le lezioni miste, le donne dovevano rivolgersi a est mentre gli uomini a ovest.
La prima apertura della scuola avvenne il 20 agosto 1851, per una classe di diploma di sette uomini. Tra i membri del consiglio presenti c'era James Buchanan, che sarebbe diventato il 15º Presidente degli Stati Uniti. Stephen Taylor presiedette come suo ultimo atto prima di assumere la carica di presidente della Madison University. Il giorno prima gli amministratori avevano eletto Howard Malcom come primo presidente dell'università, incarico che mantenne per sei anni.

### Istituto femminile

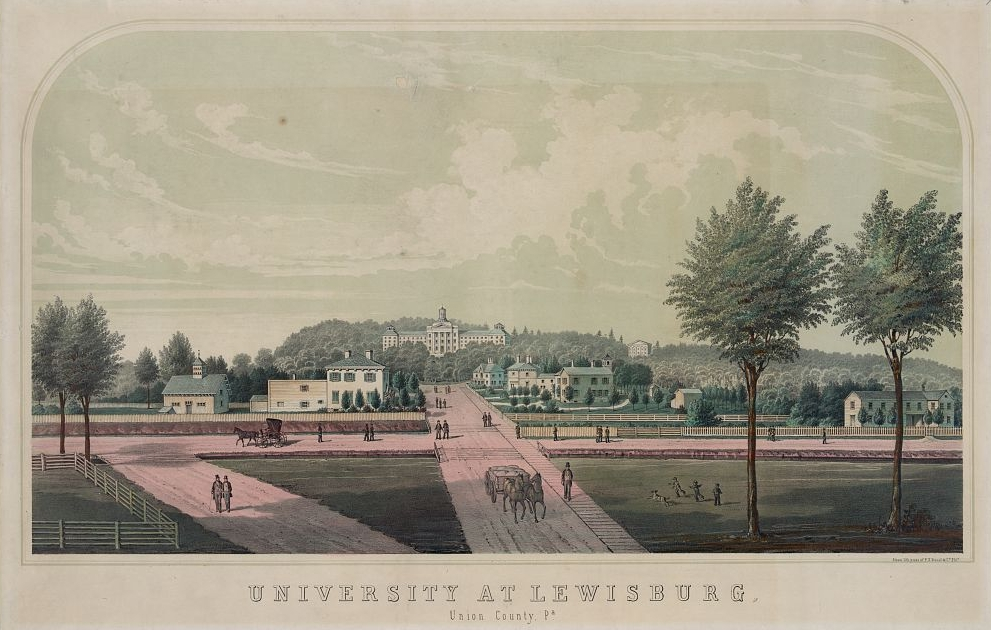
La Bucknell University nel 1870

Sebbene l'Istituto Femminile abbia iniziato l'istruzione nel 1852, fu solo nel 1883 che i corsi universitari furono aperti alle donne. la Bucknell, tuttavia, si impegnò a garantire pari opportunità educative per le donne.
Questo impegno si rifletteva nelle parole di David Jayne Hill della Classe del 1874 e presidente dell'università dal 1879 al 1888: "Abbiamo bisogno in Pennsylvania, nel centro geografico dello stato, di un'Università, non in lingua tedesca ma di significato americano, dove si possa perseguire ogni branca del sapere non professionale, indipendentemente dalla distinzione di sesso. Non ho un piano ben maturo da preannunciare sui sessi, ma la Preside del Seminario Femminile propone di inaugurare un corso per donne uguale a quello perseguito al Vassar College, con i due sessi che hanno uguali vantaggi, sebbene non recitino insieme.
Entro cinque anni dall'apertura le iscrizioni erano cresciute così rapidamente che l'università costruì una nuova sala, la Larison Hall, per ospitare l'Istituto femminile. Le donne potevano avventurarsi in città solo in compagnia di un'insegnante donna che avesse un minimo di sei anni di esperienza.

### Il benefattore William Bucknell
Nel 1881, di fronte a gravi circostanze finanziarie, l'università si rivolse a William Bucknell, un socio fondatore del Consiglio di amministrazione, per chiedere aiuto. La sua donazione di $50.000 ($ 1.400.000 oggi) salvò l'università dalla rovina. Nel 1886, in riconoscimento del sostegno di Bucknell alla scuola, gli amministratori votarono all'unanimità per cambiare il nome dell'Università di Lewisburg in Bucknell University. La Bucknell Hall, il primo di numerosi edifici donati all'università da Bucknell, era inizialmente a cappella e per più di mezzo secolo sede di spettacoli teatrali e musicali studenteschi. Oggi ospita lo Stadler Center for Poetry.

### Espansione continua

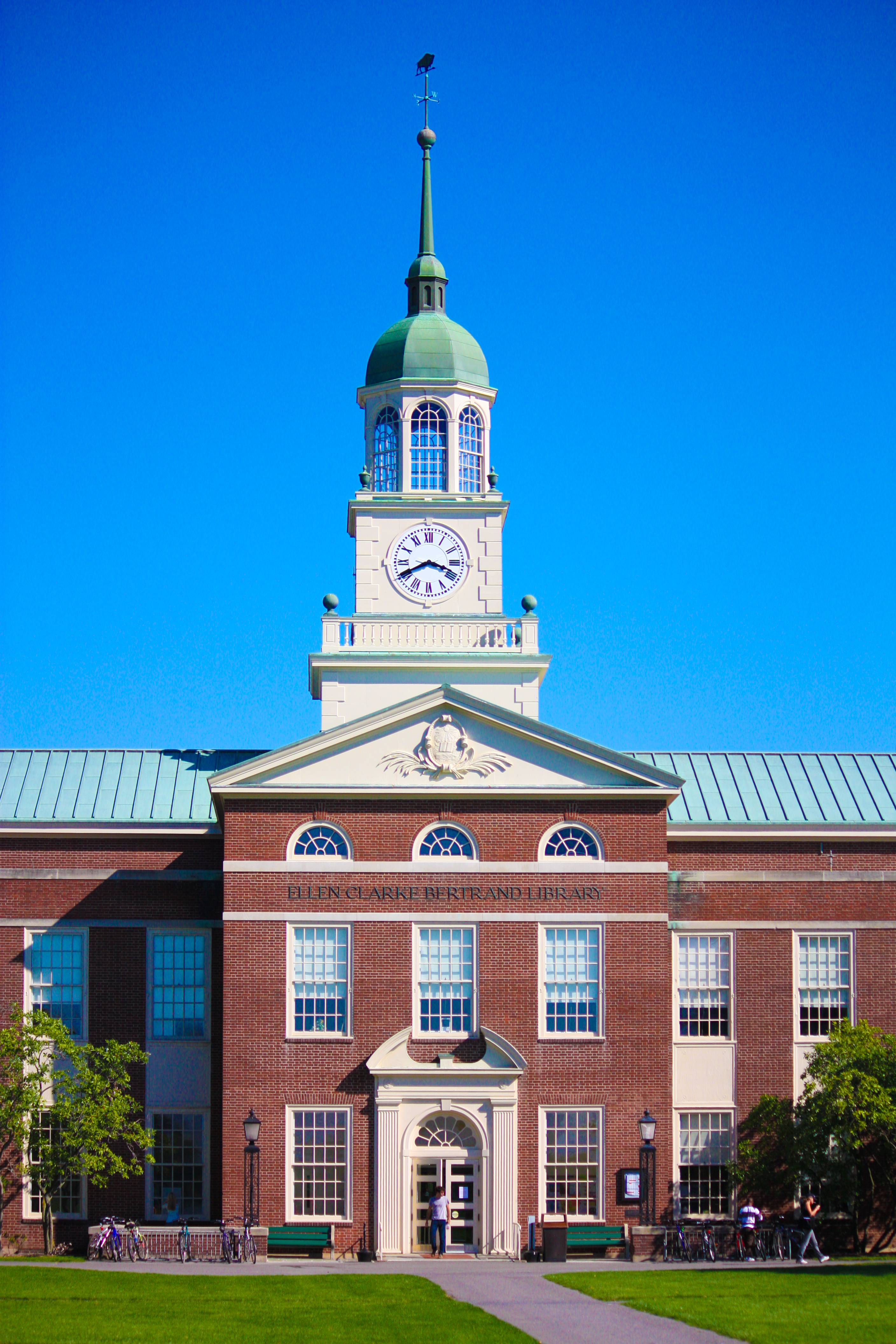
Biblioteca Bertrand

I 40 anni dal 1890 al 1930 videro un costante aumento del numero di docenti e studenti. Quando la Grande depressione portò un calo delle iscrizioni nel 1933, diversi membri della facoltà furono "prestati" per fondare una nuova istituzione: il Bucknell Junior College a Wilkes-Barre, in Pennsylvania. Oggi quell'istituto è un'università quadriennale, la Wilkes University, indipendente dalla Bucknell dal 1947. L'era della depressione vide anche l'incarico da parte del presidente Homer Rainey (1931–35) all'architetto Jens Larsen per progettare il piano generale della Bucknell. La successiva espansione dell'università aderisce ancora in gran parte a questo piano.

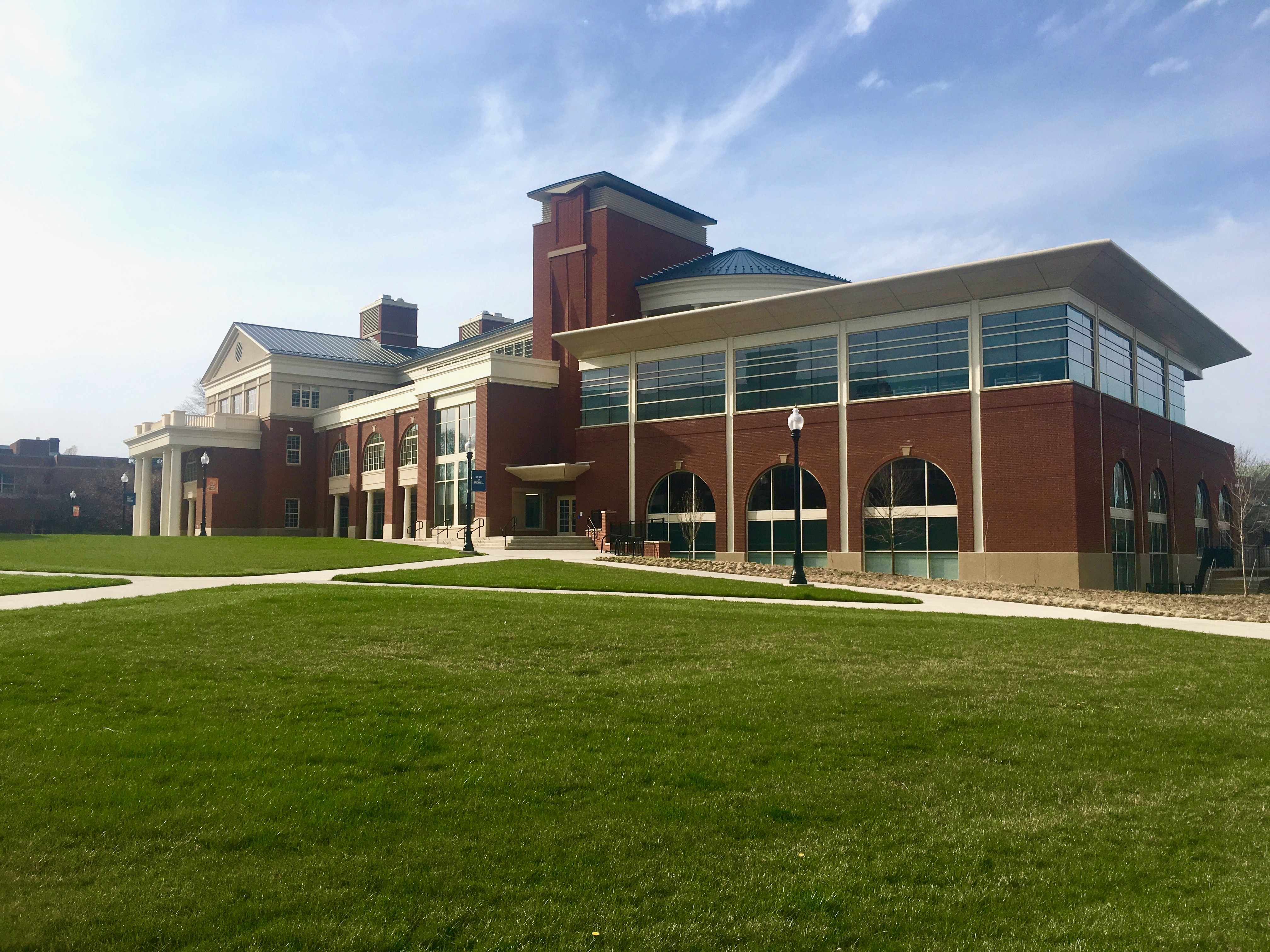
L'edificio accademico a est (2019)

Il dopoguerra vide un drammatico aumento delle iscrizioni universitarie negli Stati Uniti, grazie in primo luogo al G.I. Bill e poi al baby boom. Come altre istituzioni, il campus di Bucknell è cresciuto per ospitare un corpo studentesco in crescita e l'università ha aperto i battenti su molti degli edifici accademici che compongono il campus superiore. La principale tra queste è la Biblioteca Ellen Clarke Bertrand, commissionata nel 1946 sotto il presidente Bucknell ed ex governatore del Maine Horace Hildreth e aperta nel 1951. Altre importanti aggiunte dalla frenesia edilizia degli anni '50 e '60 includono l'Olin Science Building e Coleman, Marts, e Swartz Halls.
La reputazione crescente e aspettative mutevoli per l'istruzione universitaria negli Stati Uniti richiedevano strutture migliori. Gli anni '70 portarono la costruzione dell'Elaine Langone Center, della Gerhard Fieldhouse e del Computer Center, mentre negli anni '80 la capacità della Bertrand Library fu raddoppiata, le strutture per l'ingegneria furono sostanzialmente rinnovate e fu inaugurato il Weis Center for the Performing Arts.
Verso il 21º secolo le nuove strutture per le scienze includevano la ristrutturazione dell'Olin Science Building, la costruzione del Rooke Chemistry Building nel 1990 e un nuovo Biology Building nel 1991. Il Weis Music Building fu inaugurato nel 2000, l'O'Leary Building for Psychology and Geology fu aperto nell'autunno del 2002, il nuovo Kenneth Langone Recreational Athletic Center fu aperto nel 2003 e il Breakiron Engineering Building nel 2004.
L'Academic West fu aperto nell'autunno 2013. Aggiunse 70.000 piedi quadri (6.5032 m²) di spazio accademico e ospita principalmente dipartimenti di scienze sociali: economia, geografia, relazioni internazionali, scienze politiche, sociologia/antropologia, studi critici sui neri, studi latinoamericani e studi e scienze ambientali. I South Campus Apartment Buildings e il MacDonnell Commons furono aperti nel 2015, fornendo agli studenti delle classi superiori alloggi in stile appartamento che offrono un'esperienza residenziale più indipendente. Nel 2018 l'Hildreth-Mirza Hall diventò la sede del Bucknell's Center for the Humanities, della Bucknell University Press e del Griot Institute for the Study of Black Lives and Culture. L'Academic East fu inaugurato nel 2019 per ospitare il Dipartimento di Educazione e programmi del College of Engineering. Un nuovo edificio che ospita il Freeman College of Management e il Dipartimento di Arte e Storia dell'Arte è stato aperto nel 2020.

## Città universitaria

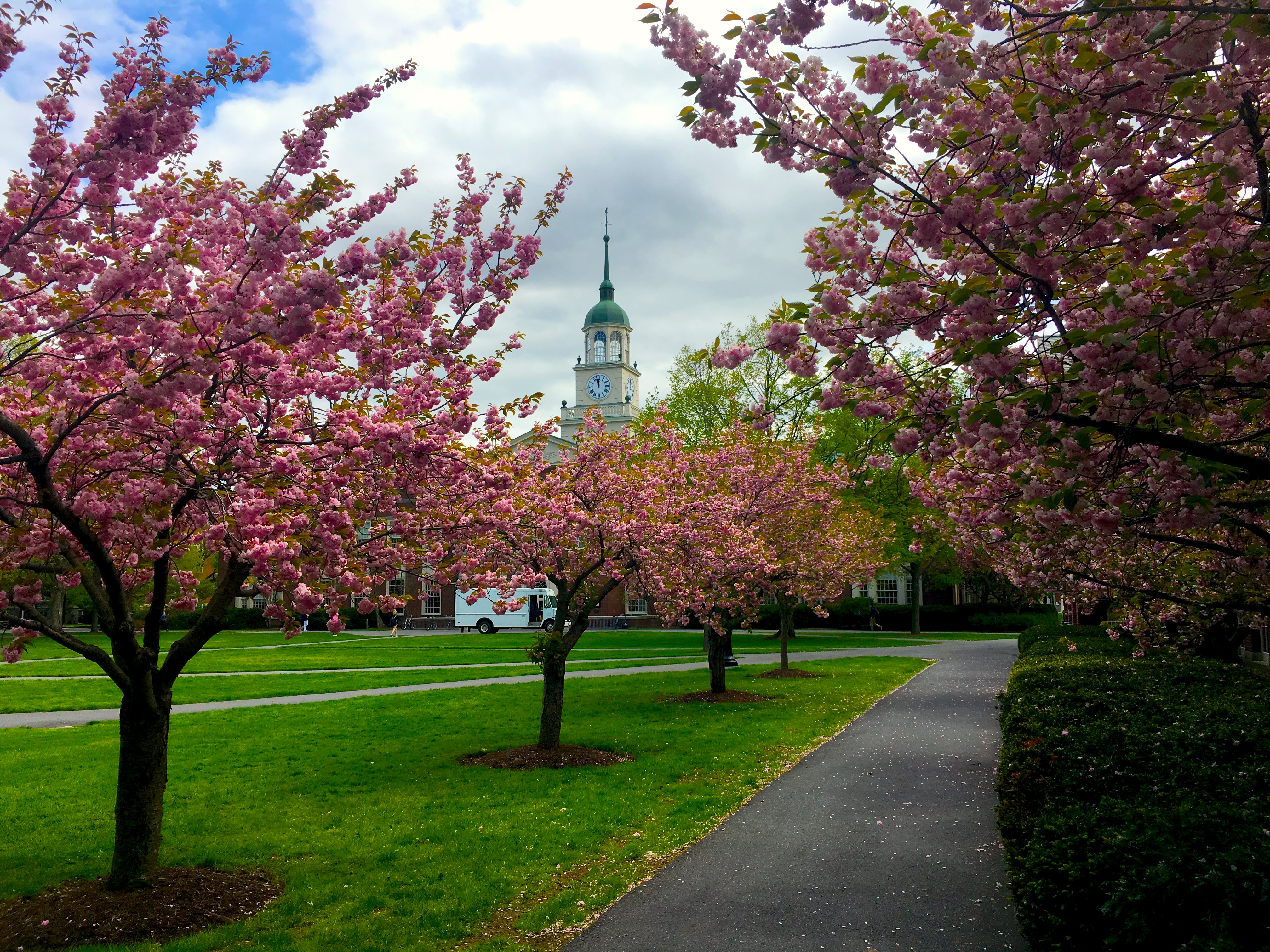
Fiori di ciliegio ad aprile nel Cortile Accademico con la Biblioteca Bertrand sullo sfondo.

Il campus di 450 acro (180 ettari) della Bucknell comprende più di 100 edifici che si estendono su un lieve rialzo adiacente al fiume Susquehanna del ramo occidentale. Il campus è diviso in Lower Campus e Upper Campus da Miller Run e dal Grove, un bosco di querce che risale il pendio. Il campus inferiore è costituito principalmente da alloggi per studenti e dalle strutture sportive dell'università. Il campus superiore è costituito principalmente da edifici accademici. Offre viste a nord-ovest attraverso la Buffalo Valley verso il monte Nittany e a sud-est attraverso il fiume Susquehanna verso Montour Ridge.

Il campus della Bucknell forma un insieme architettonico coeso grazie all'uso sostenuto di mattoni e ai temi ricorrenti dello stile georgiano. Il primo edificio dell'università, Taylor Hall, è stato costruito nel 1848. Il suo edificio più recente, Holmes Hall, è stato inaugurato nel 2021.

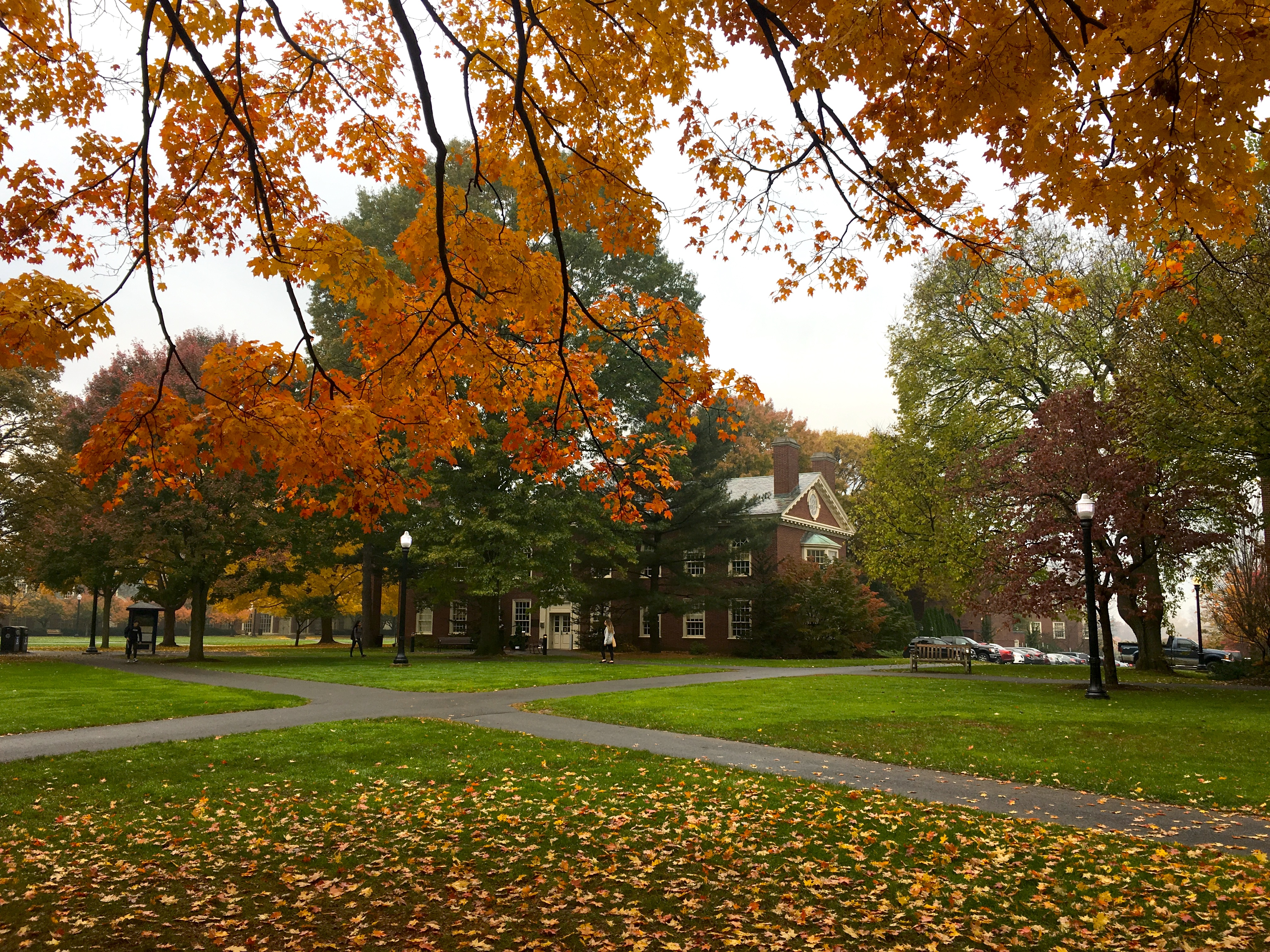
Autunno nel Cortile di Ingegneria

Il Kenneth Langone Athletics and Recreation Center è stato completato nel 2003. Ospita un centro fitness all'avanguardia e una piscina olimpionica. Il padiglione Sojka da 4.000 posti, che prende il nome dall'ex presidente dell'università, il dottor Gary Allan Sojka, ospita le squadre di basket maschile e femminile.
Progettata in stile coloniale georgiano, la Rooke Chapel aconfessionale è l'ambientazione per il culto, i matrimoni e le celebrazioni del campus. Annessa alla cappella c'è un'ala a un piano, che ospita l'Ufficio della Vita Religiosa, l'ufficio del Cappellano, una cappella di meditazione e una cucina. La cappella fu inaugurata il 25 ottobre 1964. La cappella fu un dono del defunto Robert L. Rooke, un alunno della classe del 1913 e membro del consiglio di fondazione dell'università. La cappella prende il nome dalla memoria dei genitori del signor Rooke. La parte principale della cappella comprende il nartece, il santuario, l'area del presbiterio, la camera dell'organo, le sale del coro e i balconi che circondano il santuario su tre lati. Circa 850 persone possono sedere nel santuario e nei balconi.
Il Christy Mathewson-Memorial Stadium è uno stadio polivalente da 13.100 posti a Lewisburg, in Pennsylvania. Originariamente costruito nel 1924, lo stadio è stato rinnovato e ribattezzato in onore di Mathewson nel 1989. Ospita la squadra di football della Bucknell University Bison e la squadra di football dei Green Dragons della Lewisburg High School. Prende il nome da Christy Mathewson, un alunno di Bucknell che divenne un lanciatore della Hall of Fame per i New York Giants all'inizio del XX secolo.

## Gli accademici

### Collegio di arti e scienze

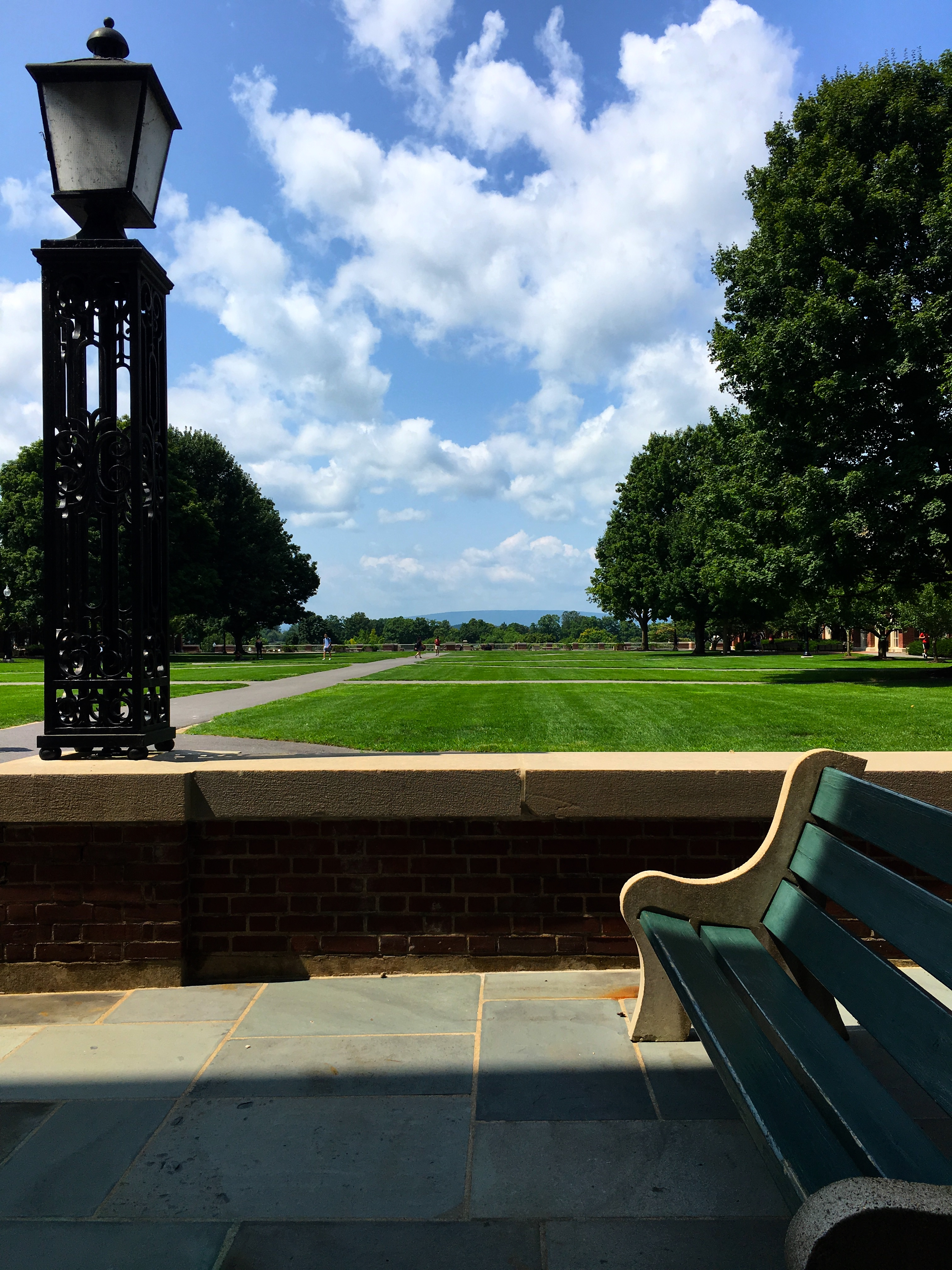
Fine estate nel cortile Accademico visto dalla Biblioteca Bertrand

Il College of Arts and Sciences è l''àncora dell'università nella tradizione delle arti liberali. Le sue tre divisioni, arti e scienze umane, scienze sociali, scienze naturali e matematica, ospitano 275 docenti in 34 dipartimenti e il 66% per cento di tutti gli studenti iscritti a 50 facoltà. Sono disponibili opportunità di ricerca universitaria per gli studenti in tutte le discipline insegnate nel campus. Il College Core Curriculum garantisce che gli studenti ricevano un'istruzione ampia e liberale. Il college sottolinea la comunità intellettuale nella diversità; educazione trasformativa per il bene comune; tutoraggio che incoraggia gli studenti a condurre vite controllate; e ricerca e borse di studio all'avanguardia.
Il cinquanta per cento degli studenti Bucknell studia all'estero. L'università sponsorizza programmi semestrali, noti come programmi "Bucknell in", ad Accra, Atene, Tours, Londra e Granada, nonché programmi a breve termine a Barbados, Danimarca, Nicaragua, Sudafrica e altri siti intorno al mondo. Inoltre, gli studenti hanno l'opportunità di impegnarsi in scambi diretti con le università di Hong Kong, Accra e Nottingham, nonché centinaia di scambi approvati dall'università facilitati da terze parti.

### Facoltà di ingegneria

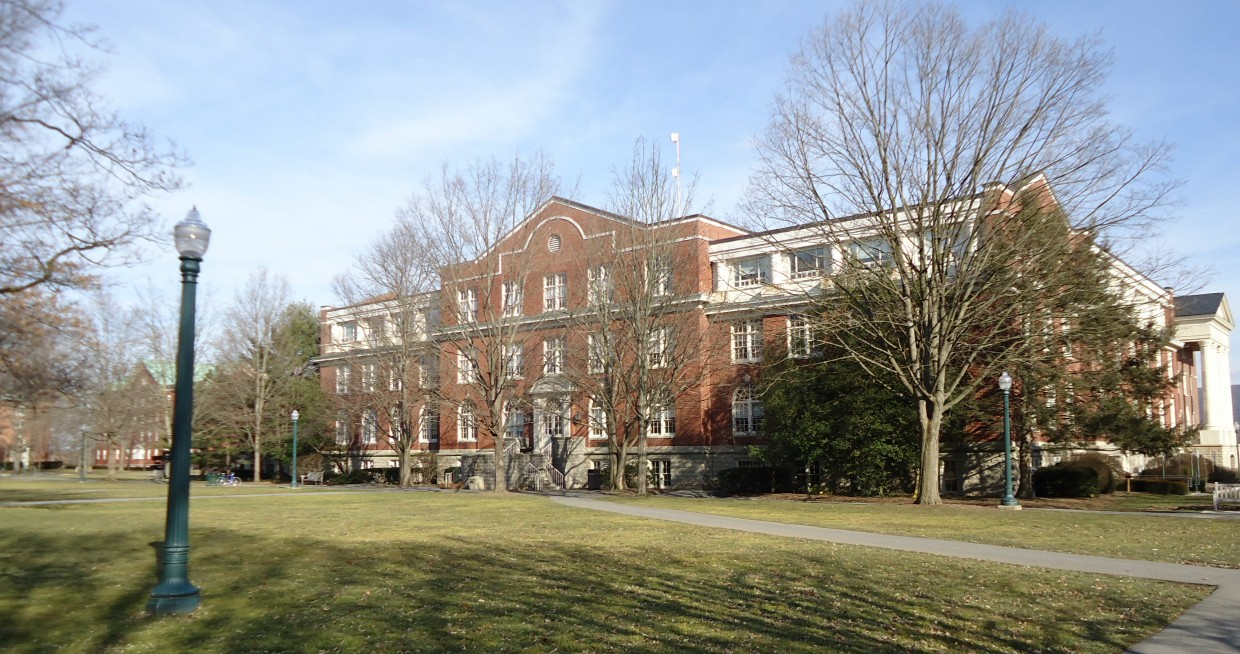
Edificio tecnico Dana

Tra le scuole americane che non offrono un Ph.D. in ingegneria, la Bucknell è al sesto posto per il 2020, secondo US News & World Report. Lo stesso rapporto ha classificato il programma di ingegneria biomedica al 1º posto, il programma di ingegneria civile al 2º posto, il programma di informatica al 3º posto, il programma di ingegneria elettrica al 3° e il programma di ingegneria meccanica al 4°. Le strutture di ingegneria sono concentrate in tre edifici: Charles A. Dana Engineering Building, l'adiacente Breakiron Engineering Building e l'Academic East (che è condiviso con il Dipartimento dell'Istruzione).

### Freeman College of Management
Piuttosto che le major tradizionali, gli studenti possono scegliere tra cinque percorsi che portano al grado B.S.B.A.: gestione per la sostenibilità, innovazione e design dei mercati, gestione globale, contabilità e gestione finanziaria o analisi e gestione delle operazioni. Una doppia laurea quinquennale in Ingegneria e Management è disponibile per gli ingegneri con obiettivi di carriera manageriale. Nel 2022, dopo soli 4 anni come college indipendente, il Freeman College of Management si è classificato al 17º posto tra le scuole di amministrazione aziendale universitarie.

### Centri e Istituzioni
L'università ospita una varietà di centri e istituti impegnati nella promozione della ricerca e della borsa di studio tra docenti e studenti.
Il Bucknell Humanities Center è stato inaugurato nel 2017 con l'inaugurazione della Hildreth-Mirza Hall. Il centro si impegna a promuovere e approfondire la tradizione di ricerca umanistica di Bucknell attraverso borse di studio per la ricerca degli studenti, la collaborazione tra docenti e studenti e l'insegnamento; borse di studio per docenti e studenti; il coordinamento e la convivialità tra docenti e studenti di Lettere e Filosofia attraverso il Consiglio di Studi Umanistici e il Consiglio degli Studenti di Lettere e Filosofia e spazio per raccogliere, riflettere, studiare e ricercare, inclusi uffici per scrittori di tesi studentesche, un laboratorio di scienze umane digitali e una biblioteca donata dalla facoltà. Coordina inoltre una solida programmazione che va dai colloqui di facoltà e rinomati relatori ospiti alla Settimana umanistica organizzata dagli studenti e alla programmazione annuale a tema su una varietà di argomenti: "Surrealismo" (2018-2019), "Antifascismo" (2019-20), "Inondazioni" (2020–21), "Nonumanità" (2021-22) e "Pandemia" (2022–23).
Altri centri e istituti includono: il Bucknell Institute for Lifelong Learning, il Bucknell Institute for Public Policy, il Center for Social Science Research, il Center for the Study of Race Ethnicity and Gender, il China Institute, il Griot Institute for the Study of Black Vite e culture e il Centro Stadler per la poesia e le arti letterarie.
Il Bucknell Center for Sustainability and the Environment (BSCE) e il Center for Place Studies, strettamente correlato, incoraggiano la ricerca sull'ambiente da parte di docenti, studenti e personale attraverso relazioni a lungo termine con i partner della comunità in tutta la regione. Ospita l'annuale River Symposium in autunno incentrato sull'arte, la cultura e l'ecologia del bacino del fiume Susquehanna, nonché un annuale Sustainability Symposium in primavera.
Nell'aprile 2013 Bucknell ha collaborato con il Geisinger Health System, con sede nella vicina Danville, per formare il Geisinger-Bucknell Autism and Developmental Medicine Institute (ADMI). Questa struttura combina il trattamento clinico e la ricerca interdisciplinare sui disturbi dello sviluppo neurologico.

## Graduatorie
| Classifica delle università americane Liberal arts colleges |    |
| U.S. News & World Report                                    | 38 |
| Washington Monthly                                          | 50 |
| National                                                    |    |
| Forbes                                                      | 88 |
| Times Higher Education / WSJ                                | 81 |

Nell'edizione 2022 del U.S. News & World Report, la Bucknell si è classificata al 38º posto nella categoria "National Liberal Arts Colleges". L'edizione 2022 del Wall Street Journal/Times Higher Education US College Rankings ha posizionato la Bucknell all'81º posto tra le università statunitensi.
Nel 2021 il Washington Monthly, che classifica i college in base al contributo percepito al bene pubblico, misurato dalla mobilità sociale, dalla ricerca e dalla promozione del servizio pubblico, ha classificato la Bucknell al 50º posto tra i college di arti liberali. Nel 2021 Forbes ha classificato la Bucknell all'88º posto nella sua lista di 650 "America's Top Colleges".
La Bucknell è classificata al 45º posto tra tutte le università e al 12º posto tra i college di arti liberali nel "College Salary Report" di Payscale del 2020.
La Bucknell è stata definita una degli "Hidden Ivies", un'istituzione nota per fornire un'istruzione paragonabile a quella delle istituzioni della Ivy League.

## Ammissioni
US News & World Report classifica la selettività di Bucknell come "più selettiva". Per la classe del 2024 (iscritti nell'autunno 2020), la Bucknell ha ricevuto 9.890 domande e ne ha accettate 3.712 (37,5%), con 986 iscritti. L'intervallo medio del 50% dei punteggi SAT per le matricole iscritte era 620–700 per la lettura e la scrittura e 630–730 per la matematica, mentre l'intervallo ACT Composite era 29–32. La media dei voti delle scuole superiori (GPA) delle matricole iscritte era 3,61.

## Tradizioni e simboli
Il 17 aprile 1849 gli amministratori approvarono l'attuale marchio Bucknell. Il sigillo mostra il sole, un libro aperto e le onde. Il sole simboleggia la luce della conoscenza mentre il libro rappresenta l'educazione che supera le tempeste e le "onde" della vita. I colori della Bucknell sono arancione e blu, approvati da un comitato di studenti nel 1887. Il bisonte è l'attuale mascotte della Bucknell University. Nel 1923 il dottor William Bartol suggerì l'animale a causa della posizione di Bucknell nella Buffalo Valley.

## Atletica leggera

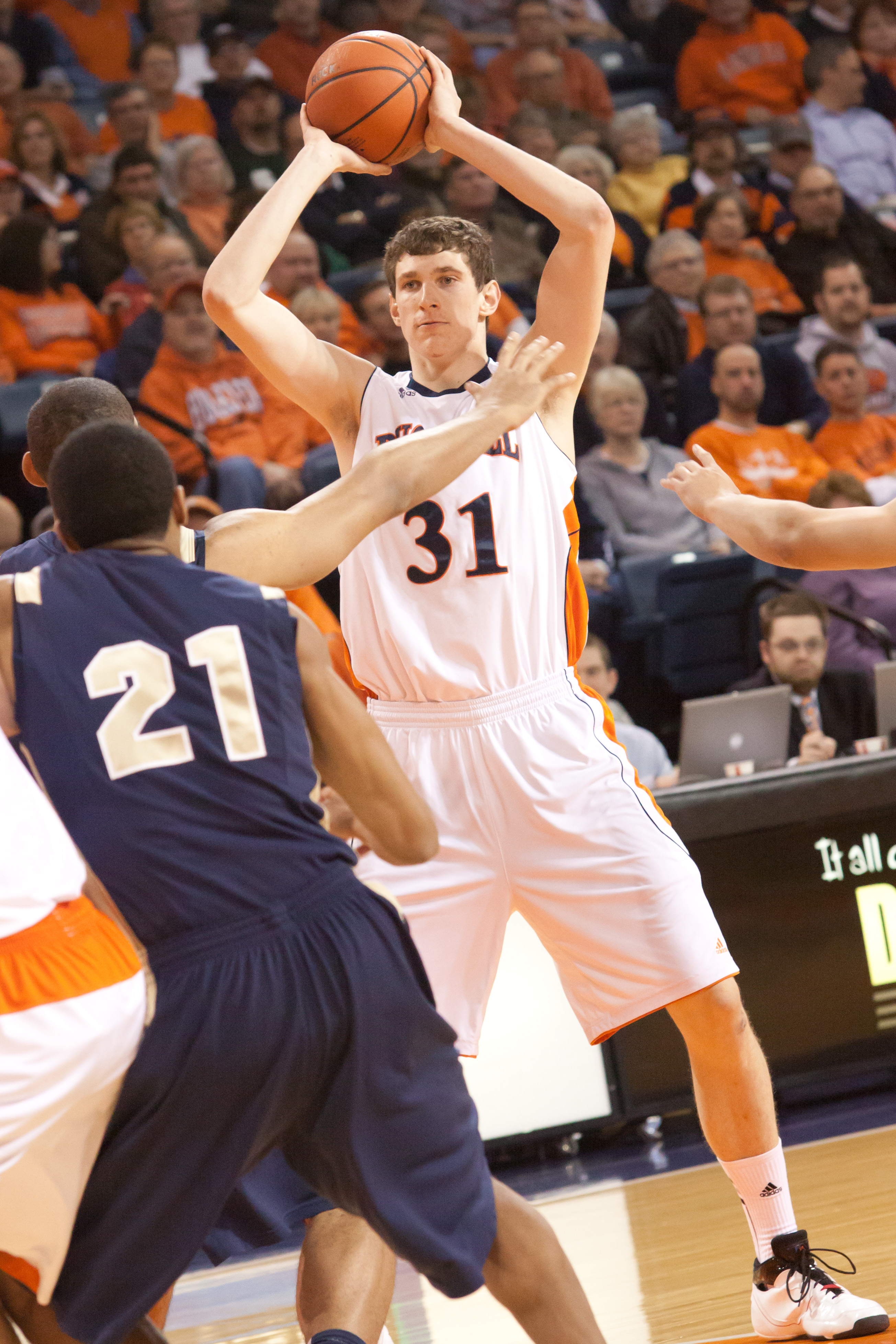
Mike Muscala, uno degli ex atleti più importanti di Bucknell

La Bucknell è membro della Patriot League per la Division I sport (Division I FCS nel calcio). Gli avversari tradizionali di Bucknell includono il Lafayette College, Holy Cross, Lehigh University, la Colgate University e l'American University.
La squadra di football Bucknell vinse il primo Orange Bowl del 1935 26–0, sui Miami Hurricanes il 1 gennaio 1935. Bucknell vinse i primi campionati di nuoto e tuffi della NCAA di divisione II nel 1964. È anche l'alma mater del lanciatore di baseball Christy Mathewson, che ha chiesto la sepoltura in un cimitero adiacente al campus di Bucknell.
Nel 2005 la squadra di basket maschile è andata al torneo di basket maschile della NCAA ed è diventata la prima squadra della Patriot League a vincere una partita di un torneo NCAA, sbaragliando il Kansas (64–63). La vittoria seguì un anno che includeva vittorie sul numero 7 di Pittsburgh e Saint Joseph's. Hanno perso contro il Wisconsin nel round successivo, ma hanno ricevuto l'onore di "Best Upset" agli ESPY Awards del 2005.

## Vita studentesca
Tutti gli studenti universitari tranne 200 anziani sono tenuti a vivere nel campus. La scuola garantisce alloggi nel campus per tutti e quattro gli anni.
Il campus è approssimativamente diviso in aree "in salita" e "in discesa" da un ampio pendio tra Moore Avenue e Dent Drive. L'area in salita fiancheggia la U.S. Route 15 e Il ramo occidentale del fiume Susquehanna e presenta molti degli edifici accademici, tra cui il quadrilatero accademico principale, l'Osservatorio e la biblioteca, nonché alcuni dormitori, il Christy Mathewson–Memorial Stadium e Fraternity Road. Downhill confina con i quartieri dell'Età vittoriana del centro di Lewisburg e presenta principalmente edifici residenziali, inclusa la maggior parte dei dormitori del primo anno, il complesso di appartamenti Gateway, la casa del presidente, molte delle strutture sportive al coperto e Hunt Hall, sede delle confraternite della scuola. Bucknell West, che è separato dal resto del campus dalla Route 15, dispone di alloggi, campi sportivi, laboratori di arte e psicologia/comportamento animale e un campo da golf a 18 buche.
Tutti gli studenti del campus devono acquistare un piano alimentare del campus. Ci sono diversi punti di ristoro nel campus per gli studenti, tra cui la Bostwick Cafeteria, lo snack bar Bison e la Terrace Room nel Langone Student Center e la Library e il 7th Street Cafe. Nella primavera del 2012 Bucknell ha inaugurato il suo primo food truck, il Flying Bison. Il menu include piatti per il pranzo e uno speciale menu a tarda notte (mezzanotte - 3:00).
Bucknell ha più di 150 organizzazioni studentesche, un cinema nel centro storico, molti spettacoli studenteschi e il ballo di fine anno "Chrysalis" offre agli studenti una vasta gamma di attività. Il centro di Lewisburg è a breve distanza a piedi dal campus e offre una varietà di negozi, musei, gallerie e ristoranti oltre a case vecchio stile pan di zenzero.
Spratt House è la sede del programma ROTC (Army Reserve Officer Training Corps) dell'università.
Il giornale studentesco di Bucknell, The Bucknellian, viene stampato settimanalmente. La sua stazione radio è WVBU-FM.
Bucknell ha un coinvolgimento attivo nella vita religiosa nel campus. Gruppi come il ministero cattolico del campus della Bucknell University, la Rooke Chapel Congregation, l'Associazione degli studenti musulmani e Hillel sono a disposizione degli studenti per la crescita spirituale e personale.
Bucknell ha al suo attivo fratellanze e sorellanze. Gli studenti non possono "aderire" fino al primo semestre del secondo anno, ma circa il 50% degli studenti idonei si unisce alle 6 confraternite maschili e alle 10 comunità di donne della scuola.

### Confraternite e comunità femminili in attività
Confraternite maschili:
- Chi Phi
- Lambda Chi Alpha
- Phi Gamma Delta
- Sigma Alpha Epsilon (tornato nell'autunno 2017)
- Sigma Chi
- Sigma Phi Epsilon
- Delta Upsilon (tornato nell'autunno 2018, si è sciolto nel gennaio 2022)

Comunità di donne:
- Alpha Chi Omega
- Alpha Delta Pi
- Alpha Xi Delta
- Chi Omega
- Delta Gamma
- Delta Sigma Theta
- Delta Zeta
- Kappa Alpha Theta
- Kappa Kappa Gamma
- Mu Sigma Upsilon

## Ex alunni
Gli ex alunni della Bucknell University comprendono il romanziere Philip Roth (classe 1954), gli attori Ralph Waite (1952) e Edward Herrmann (1965), il CEO della CBS Television Leslie Moonves (1971), Children's Place e il CEO di Lord & Taylor Jane T. Elfers (1983), il deputato di lunga data del New Jersey Rob Andrews (1979) e il vincitore del Premio Pulitzer 2016 per la poesia, Peter Balakian (1973). I partecipanti degni di nota alla Bucknell University includono il lanciatore della National Baseball Hall of Fame Christy Mathewson. Mike Muscala dell'Oklahoma City Thunder Center. Tim Keller, l'autore e pastore più venduto del New York Times di Redeemer Presbyterian a New York.